# Fernand Le Rachinel
Fernand Le Rachinel (* 4. Juni 1942 in Gourfaleur, Département Manche) ist ein französischer Politiker. Er gehört momentan der Parti de la France an, nachdem er zuvor Mitglied der Front national war.
Le Rachinel besuchte die Hauptschule und machte nach dem Schulabschluss die Ausbildung zum Schriftsetzer. Nach einer Phase im Militärdienst in Algerien war er Präsident des Handelsgerichts und Vorsitzender eines Berufsverbands. Er war Honorarmitglied des Generalrats des Départements Manche und Mitglied des Regionalrats von Basse-Normandie. Von 1994 bis 1999 gehörte er dem Europäischen Parlament an. 2004 verpasste er die Wiederwahl, doch rückte er nur ein paar Monate nach der Wahl für die ausgeschiedene Chantal Simonot nach. Nachdem sich die Fraktion Identität, Tradition, Souveränität 2007 auflöste, gehörte er dem Parlament als fraktionsloser Abgeordneter an. 2008 verließ er nach dreißig Jahren die Front national und trat der neuen Parti de la France bei. Bei der Europawahl 2009 kandidierte er für diese, doch holte sie nicht genügend Stimmen für den Einzug. Ferner unterstützte Le Rachinel die Parti antisioniste von Dieudonné M’bala M’bala finanziell, auch ihr gelang der Einzug nicht. Ferner trat Le Rachinel 2002 und 2007 im ersten Wahlkreis des Départements Manche für die Nationalversammlung an.